# 나가스미촌
나가스미촌(일본어: 長炭村)은 일본 가가와현 아야우타군에 설치된 촌이다.

## 역사
- 1890년 2월 15일 - 정촌제 시행에 수반해 우타리군 나가오촌, 스미쇼히가시촌, 스미쇼니시촌이 합병해 소다촌이 성립하였다.
- 1899년 4월 1일 - 우타리군 아야군과 합병해 아야우타군이 되었다.
- 1956년 9월 30일 - 만노정에 편입해, 동일 나가스미촌은 폐지되었다.

## 참고 문헌
- 角川日本地名大辞典編纂委員会, 『角川日本地名大辞典 43 香川県』, 1985, 角川書店
- 四国新聞社 編『香川年鑑』 昭和31年、四国新聞社、高松市、1955年12月15日。 NCID BB10788678。OCLC 52393151。